# Weißer Elefant

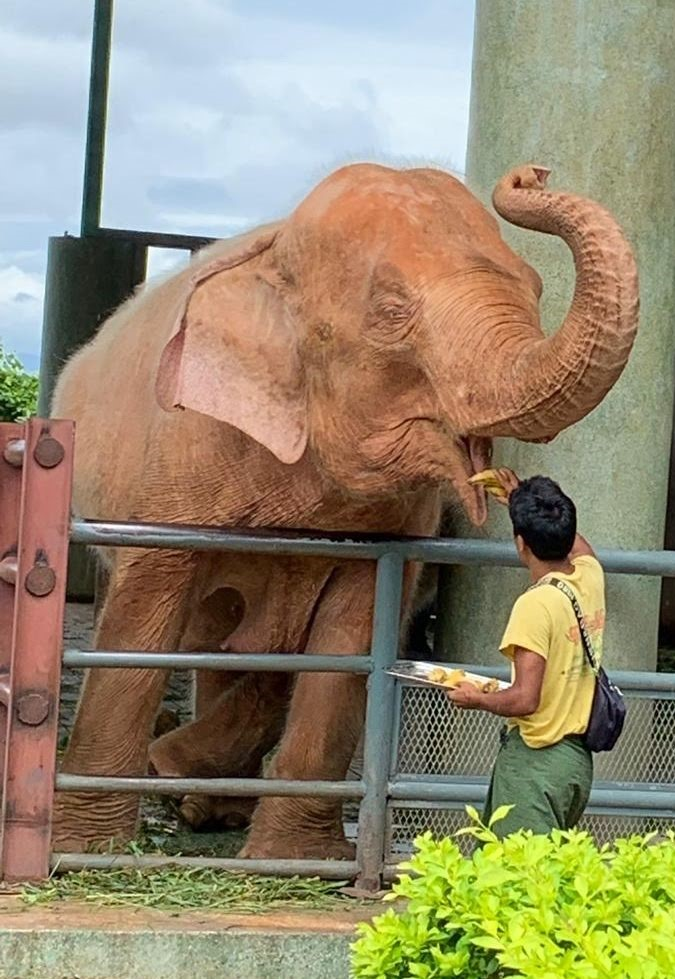
Weißer Elefant bei der Uppatasanti-Pagode in Naypyidaw, Myanmar

Ein weißer Elefant (auch Albino-Elefant) ist ein Elefant mit einer sehr selten vorkommenden Anomalie. Er hat deutlich hellere Haut, aber nicht eine weiße wie auf vielen Illustrationen. Sowohl in Indien als auch in Myanmar (Burma) und Thailand gelten weiße Elefanten seit Jahrhunderten als Symbol für Macht und Glück der Herrscher. Maya, die Mutter Buddhas, sei z. B. durch einen weißen Elefanten, der im Schlaf in sie eingedrungen sei, schwanger geworden.

## Thailand

Flagge von Siam (1855–1916)

In Thailand heißen die weißen Elefanten Chang Phueak (Thai: ช้างเผือก, Aussprache: [t͡ɕʰáːŋ pʰɯ̀ak]), sie sind heilig und ein Symbol für königliche Macht. Bis zum Anfang des 20. Jahrhunderts schmückte ein weißer Elefant die Flagge Thailands, das damals noch Siam hieß.

### Geschichte
In dem alten siamesischen Text Traiphum Phra Ruang (Die Drei Welten von König Ruang) steht geschrieben: „Der glorreiche König besitzt sieben Dinge: eine perfekte Ehefrau, einen fähigen Schatzmeister, einen weisen Minister, ein pfeilschnelles Pferd (genannt „Valahaka“), ein Rad des Gesetzes (genannt „Cakkaratana“) und einen wertvollen Edelstein, um seine Aktionen zu leiten, außerdem den nobelsten der Weißen Elefanten.“
Chronisten haben bereits im Jahre 1471 erwähnt, dass König Borommatrailokanat (er war zwischen 1448 und 1488 König des Reiches Ayutthaya) einen weißen Elefanten gefangen hat. Der portugiesische Entdecker und Abenteurer Fernão Mendes Pinto überliefert von seinem Besuch im Jahr 1554 in Siam, dass der Titel des Königs „Phra Chao Chang Phueak – Herr der Weißen Elefanten“ war. Am Ende des 19. Jahrhunderts schrieb der Amerikaner Frank Vincent einen Reisebericht mit dem Titel „Im Land der Weißen Elefanten“, danach war der weiße Elefant überall bekannt als ein Wunder des Königreiches Siam.
In der Vergangenheit verschenkte der König von Siam Elefanten an Freunde und Verbündete. Die heiligen Tiere durften nicht zur Arbeit benutzt werden, brauchten viel Pflege und verursachten hohe Unterhaltskosten. Manchmal verschenkte der König einen weißen Elefanten an einen in Ungnade gefallenen Höfling. Der unglückliche Empfänger konnte das ehrenvolle Geschenk nicht ablehnen und erlitt in der Folge schwere finanzielle Einbußen bis hin zum Bankrott. Darauf beruht die übertragene Bedeutung des Ausdrucks „Weißer Elefant“ (siehe unten).

### Präsentation vor dem König
Alle entdeckten weißen Elefanten werden nach dem Gesetz (The Elephant Maintenance Act, 1921) dem König präsentiert (normalerweise in einer Zeremonie – sie werden nicht in Gefangenschaft genommen). Je mehr weiße Elefanten der König hat, desto größer ist sein Ansehen. Der verstorbene König Bhumibol Adulyadej besaß zehn.
Ein weißer Elefant in Thailand ist nicht zwangsweise ein Albino, jedoch muss er eine blasse Haut haben. Mögliche Kandidaten werden nach verschiedenen Kriterien bewertet, die in alten Texten festgeschrieben sind:
- eine weiße oder rosa Färbung des Auges rund um die Hornhaut,
- der Gaumen muss rosafarben und glatt sein,
- eine charakteristische Hautfalte an den Schultern,
- die Haut um die Stoßzähne hat die gleiche Farbe wie die unter den Schultern,
- weiße oder rosa Genitalien,
- weiße oder rosa Zehennägel,
- die Nagelhaut muss heller sein, als die umgebende Haut,
- das Haar ist von hellbrauner Farbe und durchscheinend, wenn gegen das Licht gehalten,
- aus einem Haarfollikel wachsen zwei Haare,
- die Schwanzhaare müssen besonders lang sein,
- die Öffnung der Musth-Drüse hat eine hellere Farbe als bei gewöhnlichen Elefanten,
- die allgemeine Körperfärbung ist ein „Kastanien-Grau“.

Elefanten, die diesen Test bestehen, werden in vier Kategorien eingeteilt und dann dem König angeboten. Manchmal werden Elefanten aus den niedrigen Kategorien zurückgewiesen.

### Museum

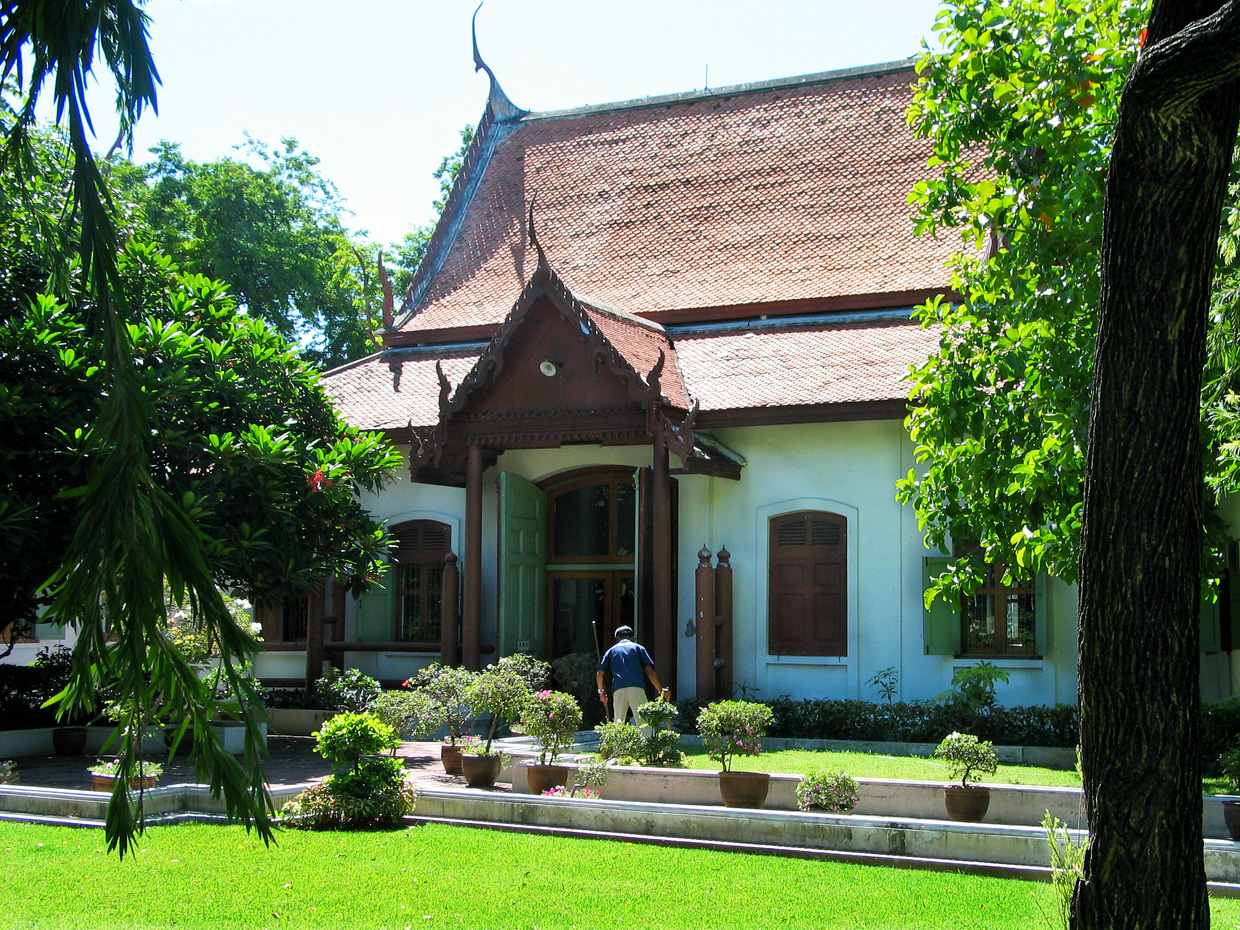
Royal Elephant National Museum

Auf dem Gelände des Dusit-Palastes in Bangkok, südlich der Wimanmek-Thronhalle, gibt es an der Uthong Nai Road ein kleines Museum: das Royal Elephant National Museum. In zwei Häusern, in denen ursprünglich die weißen Elefanten des Königs im Grand Palace untergebracht waren, gibt es neben einem lebensgroßen Modell eines Elefanten zahlreiche Fotos und Kultgegenstände sowie Stoßzähne von verstorbenen Elefanten. Alle Beschreibungen sind in thailändischer Schrift.

## Künstliche Aufhellung von Elefanten
Im Jahr 1884 konkurrierten die Zirkusdirektoren Barnum und Forepaugh mit jeweils einem weißen Elefanten um das Interesse des Publikums in den Vereinigten Staaten. Der eine Elefant war tatsächlich ein heller Elefant, der andere namens The Light of Asia war weiß angemalt.
Im Jahr 1948 machte der Zoodirektor Bernhard Grzimek mit einem „weißen Elefanten“ Reklame für den Frankfurter Zoo. Dabei handelte es sich um einen Aprilscherz. Der gewöhnliche Elefant war mit ungiftiger Schlämmkreide eingefärbt worden.

## Weiße Elefanten im Sprachgebrauch

### Redewendung
- „Weißer Elefant“ ist eine Bezeichnung für eine Investitionsruine. Der Begriff wird nicht nur auf gescheiterte Großprojekte angewendet, sondern auch auf solche, die im Verhältnis zum Nutzen übermäßig teuer sind oder hohe Folgekosten verursachen,[5] zum Beispiel wenig genutzte  Fußballstadien oder Olympiastadien.[6][7] Dirk van Laak nannte in seinem Buch Weiße Elefanten (1999)[8] unter anderem das gigantische Staudamm-Projekt Atlantropa, die Concorde und das Kernkraftwerk Kalkar als Beispiele.[2][9] Der Schweizer Fotograf Christian Helmle dokumentierte „Weiße Elefanten“ in Europa und veröffentlichte im Jahr 2007 einen Bildband unter diesem Titel.[10][11] In der Entwicklungspolitik werden Entwicklungsprojekte, die viel kosten, soziale und ökologische Schäden anrichten und geringen Nutzen bringen, als „Weiße Elefanten“ bezeichnet.
- In Österreich sind „Weiße Elefanten“ Arbeitnehmer, für die keine oder wenig Verwendung besteht, die aber unkündbar sind.
- Im Englischen spricht man ähnlich wie im Deutschen von einem weißen Elefanten (englisch white elephant), wenn eine Sache keinen Nutzen hat, aber viel Aufwand verursacht oder übermäßig viel kostet, oder wenn der Besitzer kein Interesse an ihr hat.[12] Der Ausdruck white elephant in der Bedeutung „mit erdrückenden Kosten verbundener Gegenstand, den man gern los wäre“ ist seit 1851 belegt. Er geht anscheinend darauf zurück, dass der König von Siam weiße Elefanten gelegentlich mit der Absicht verschenkte, den Empfänger finanziell zu ruinieren.[1]

### Motiv in der Malerei und Literatur
Aus dem 5. Jahrhundert stammt ein kleines Deckengemälde mit einem von Lotosblüten umgebenen weißen Elefanten in Höhle 1 der buddhistischen Ajanta-Höhlen im indischen Bundesstaat Maharashtra. Das Motiv wurde als Logo für das indische Ministry of Tourism übernommen.
In der 1882 veröffentlichten Kurzgeschichte The Stolen White Elephant (deutsch Der gestohlene weiße Elefant) von Mark Twain geht es um einen weißen Elefanten aus Siam, der als Geschenk für die englische Königin verschifft wird und bei einem Halt in New Jersey auf mysteriöse Weise verschwindet. Danach sucht ihn die New Yorker Polizei mit großem Aufwand.
Der weiße Elefant ist ein Motiv in Rainer Maria Rilkes Gedicht Das Karussell (1906).

## Trivia
Abul Abbas († 810) war der erste namentlich und urkundlich belegte Elefant nördlich der Alpen. Karl der Große bekam ihn als Geschenk von Hārūn ar-Raschīd. Eine spätere Legende dichtete ihm an, er sei weiß gewesen. Mit Bezug zur Geschichte dieses Elefanten schrieb der Komponist Florian Zintzen ein Requiem für einen weißen Elefanten, das im Juni 2014 in Aachen von rund 200 Sängern und Musikern aufgeführt wurde.